# Cishi
Cishi (kinesiska: 磁石, 磁石乡) är en socken i Kina. Den ligger i den autonoma regionen Tibet, i den sydvästra delen av landet, omkring 550 kilometer väster om regionhuvudstaden Lhasa. Antalet invånare är 2 498. Befolkningen består av 1 218 kvinnor och 1 280 män. Barn under 15 år utgör 25,0 %, vuxna 15-64 år 68 %, och äldre över 65 år 6,0 %.
Genomsnittlig årsnederbörd är 537 millimeter. Den regnigaste månaden är juli, med i genomsnitt 133 mm nederbörd, och den torraste är december, med 10 mm nederbörd.